# دولوسباگه
دولوسباگه (به لاتین: Dolosbage) یک منطقهٔ مسکونی در سری‌لانکا است که در استان مرکزی (سری‌لانکا) واقع شده‌است.